# Scapania lepida
Scapania lepida là một loài rêu trong họ Scapaniaceae. Loài này được Mitt. mô tả khoa học đầu tiên năm 1860.